# (113461) McCay
Pour les articles homonymes, voir McCay.
(113461) McCay est un astéroïde de la ceinture principale.

## Description
(113461) McCay est un astéroïde de la ceinture principale. Il fut découvert le 30 septembre 2002 à Goodricke-Pigott par Roy A. Tucker. Il présente une orbite caractérisée par un demi-grand axe de 2,28 UA, une excentricité de 0,14 et une inclinaison de 6,9° par rapport à l'écliptique.